# Natalija Sinisjin
Natalija Sinisjin, född den 3 juli 1985 i Lviv, är en ukrainsk och därefter azerisk brottare.
Hon tog OS-brons i fjädervikt i samband med de olympiska tävlingarna i brottning 2016 i Rio de Janeiro.